# Paul Jackson, Jr.
Paul Milton Jackson Jr. (nacido el 30 de diciembre de 1959) es un compositor, arreglista, productor y guitarrista estadounidense de jazz fusión urbano. Nació y creció en Los Ángeles. Jackson sabía a la edad de quince años que quería convertirse en músico profesional. Asistió a la Universidad del Sur de California, especializándose en música.
Además de ser un artista de grabación por derecho propio, Jackson también es un músico de sesión de Los Ángeles muy exitoso, con una carrera que abarca varias décadas. Ha apoyado a artistas que van desde Michael Jackson (sin relación) (en los álbumes Thriller, Bad, Dangerous, HIStory y Blood on the Dance Floor: HIStory in the Mix) hasta the Temptations, Whitney Houston, Alexander O'Neal, Five Star (en el álbum Silk and Steel), Howard Hewett, Thomas Anders, Patti LaBelle y Luis Miguel, a roqueros como Chicago y Elton John, a músicos orientados al jazz como George Duke, George Benson, Dave Koz, Al Jarreau, David Benoit, Marcus Miller y Kirk Whalum, y artistas cristianos como Leon Patillo, Don Moen, Ron Kenoly y Marcos Vidal.
En 2013 se reveló que contribuyó en varias pistas en el álbum, Random Access Memories de Daft Punk y el segundo álbum de la cantante y compositora británica Birdy, Fire Within. También tocó la guitarra en el álbum Seven (2014) de Lisa Stansfield.
Se puede ver a Jackson tocando la guitarra en una amplia variedad de estilos en The Tonight Show With Jay Leno y American Idol.